# 颱風馬勒卡 (2022年)
超強颱風馬勒卡（英語：Super Typhoon  Malakas，國際編號：2201，聯合颱風警報中心：WP022022，菲律賓大氣地球物理和天文管理局：Basyang）是2022年太平洋颱風季第1個被命名的風暴。「馬勒卡」一名由菲律賓提供，指強而有力。
因應「馬勒卡」發音在希臘像髒話（μαλάκας），所以希臘委託英國在第55屆颱風委員會年會申請退役，在2023年3月舉行的第55次颱風委員會會議上獲該會接納把馬勒卡從命名表中除名。在第56次世界氣象組織颱風委員會會議中通過新名由「阿穆丘」取代。這是繼翰文、庫都、欣欣、婷婷、彩蝶、韋森特、清松之後，第8個「純技術性」，純粹以名稱本身因素而除名的西北太平洋熱帶氣旋名稱。

## 發展過程
4月3日，一個熱帶擾動在馬紹爾群島西方海域生成，美國海軍研究實驗室給予擾動編號95W。下午2時，聯合颱風警報中心將其評級提升為「中」。
4月4日下午2時，聯合颱風警報中心將其評級降為「低」。
4月6日上午8時，日本氣象廳將其升格為熱帶低氣壓。下午2時，日本氣象廳對其發布烈風警報。同時，台灣中央氣象局將其升格為熱帶性低氣壓，給予編號TD02；聯合颱風警報中心再次將其評級提升為「中」。晚上11時，聯合颱風警報中心將其評級提升為「高」，並對其發布熱帶氣旋形成警報。
4月7日上午8時，聯合颱風警報中心將其升格為熱帶性低氣壓，給予熱帶氣旋編號02W。
4月8日凌晨2時，聯合颱風警報中心率先將其升格為熱帶風暴。上午8時，日本氣象廳將其升格為熱帶風暴，給予國際編號2201，並命名「馬勒卡」。同時，台灣中央氣象局將其升格為輕度颱風；香港天文台也將其升格為熱帶風暴。
4月10日晚上8時，日本氣象廳和香港天文台將其升格為強烈熱帶風暴。
4月11日晚上8時，聯合颱風警報中心率先將其升格為颱風。
4月12日，馬勒卡吞併熱帶風暴鮎魚，環流亦因此擴大。上午8時，日本氣象廳將其升格為颱風。同時，台灣中央氣象局將其升格為中度颱風。上午11時，香港天文台將其升格為颱風。晚上8時，香港天文台將其升格為強颱風。
4月15日晚間8時，日本氣象廳將其降格為強烈熱帶風暴。
4月16日凌晨2時，日本氣象廳表示馬勒卡轉化為溫帶氣旋。
4月20日上午8時，日本氣象廳在天氣圖上移除該系統。

### 事後報告及調整
香港天文台在四月的熱帶氣旋報告中，把馬勒卡巔峰強度上調至185公里每小時，並將其補升格為超強颱風。

## 影響

### 日本
受馬勒卡的影響，小笠原群島的父島測得150毫米以上的雨量及45m/s以上的最大瞬時風速，創下4月份的暴雨紀錄。並造成父島幾乎全島停電。日本出现了几天的小雨以及在海面上吹起58公里的强风。

## 外部連結
| 太平洋颱風季             |
| 主題頁 - 專題 - 編輯指南 |

- （日語）日本氣象廳首頁 （页面存档备份，存于）
- （英文）聯合颱風警報中心首頁 （页面存档备份，存于）
- （简体中文）中國國家氣象中心首頁 （页面存档备份，存于）
- （繁體中文）臺灣中央氣象局首頁 （页面存档备份，存于）
- （繁體中文）香港天文台首頁 （页面存档备份，存于）
- （繁體中文）澳門地球物理暨氣象局首頁 （页面存档备份，存于）
- （英文）菲律賓大氣地球物理和天文管理局 惡劣天氣公告 （页面存档备份，存于）
- （泰文）泰國氣象局首頁 （页面存档备份，存于）